# Não cometerás adultério

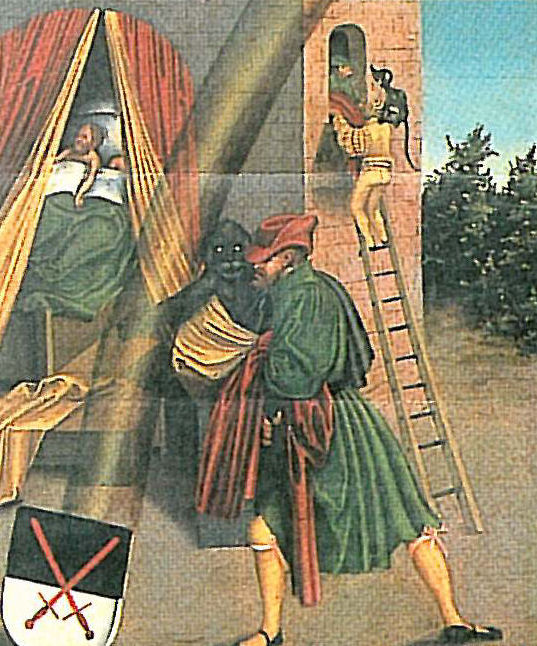
Os Dez Mandamentos de Lucas Cranach, 6° Mandamento (detalhe)

"Não cometerás adultério" ou "Não adulterarás" (hebraico אל תנאף, transliteração Lo tineaf = "Não adulterarás"), é um dos Dez Mandamentos da Lei de Javé Deus, dada a Moisés no Monte Sinai, em duas ocasiões (a primeira, relatada em Êxodo 20: 1–17, e a segunda, em Deuteronômio 5: 4–21), que estabelece a natureza exclusiva da relação entre a nação de Israel e Javé, o Deus de Israel, que Ele iniciou após libertar os israelitas da escravidão por meio da sobrevinda das pragas ao Egito e, assim, pois, do Êxodo. Os Dez Mandamentos são amplamente acolhidos como imperativos espirituais e morais por biblistas, estudiosos, historiadores e teólogos, tanto cristãos como judeus, e que se consideram, em vasta maioria, como aplicáveis ao povo de Javé Deus também na "Era da Graça", colimados por Jesus Cristo nos Dois Mandamentos do Amor, que são Um Só.
Na dinâmica espiritual judaica originária, adultério tem conexão íntima com idolatria, em sentido amplo, pois, em tal compreensão, ambas as condutas ou práticas, em essência, conduzem o ser humano ao "desvio d'O Original" (colocado em desfavor ou preterido), para se dar atenção a "outro que não seja O Original". E, de modo também inteiramente conexo, assim como, para "idolatria", "o conceito declarado, direto e imediato" não se encontra no texto bíblico, assim também no caso de "adultério": ele não está formalmente conceituado, embora possa ser depreendido.
Embora, na acepção usual — e, mesmo, na bíblica, originária — o termo refira-se à "transgressão do compromisso de fidelidade conjugal mutuamente assumido, nela incluída a fidelidade sexual" — o mesmo termo passou a comportar significações derivadas (inclusive bíblicas), ao se referir à rejeição de Javé Deus. Também se usa o termo "adultério" (e o correspondente verbo "adulterar") com os significados de "alterar, corromper, deturpar, falsificar" etc., todos eles significando, afinal, "a perda de foco antes dedicada a um, passando tal dedicação a outro".
Etimologicamente, "adultério" (do latim alius (outro), alter (outro, mais de dois). Na evolução plural, alteri (outro[s], no sentido geral). Essa porção vocabular forma o verbo alterare (alterar, falsificar, tornar noutra coisa). Com o prefixo "ad-", surge ad-altero, ("adultério/adúltero/adultero").
Esse Sétimo Mandamento Talmúdico da Lei Mosaica, portanto, guarda muita semelhança com o Segundo e o Terceiro Mandamento, pois os três mandamentos proíbem a idolatria, que significa, em compreensão bíblica, "tudo aquilo que possa desviar a adoração e a atenção exclusivas a'O Senhor Javé Deus, muito embora seu escopo seja essencialmente mais abrangente, mais amplo que o do terceiro mandamento, mais específico. Considera-se que, em sentido geral, idolatria seja a oferta de algum tributo [de honra] a algo criado [portanto, um "ídolo"). Nos tempos antigos, oportunidades para participar na homenagem ou adoração de outras divindades, abundantes. Conforme o Livro de Deuteronômio, os israelitas foram estritamente advertidos a não adotar nem adaptar qualquer das práticas religiosas dos povos ao seu redor. Contudo, a história do povo de Israel até o cativeiro babilônico reflete a violação desse segundo mandamento e suas conseqüências, pela adoração de "deuses estrangeiros". Grande parte da pregação bíblica da época de Moisés para o exílio orienta a escolha da adoração exclusiva a Javé Deus, em lugar de aos falsos deuses. O exílio babilônico parece ter sido um ponto de virada, após o qual o povo judeu como um todo tornou-se fortemente monoteísta e disposto a lutar batalhas (como a Revolta dos Macabeus) e enfrentar o martírio antes de homenagear qualquer outro deus.
A declaração-oração "Shemá Israel" e o conjunto de bênçãos e maldições decorrentes revelam a intenção do mandamento de incluir o amor sincero a'O Único e Verdadeiro Deus, e não apenas meramente o reconhecimento ou observância exteriores. Nos Evangelhos, Jesus Cristo cita o "Shemá Israel" como O Maior Mandamento, e os apóstolos, depois d'Ele, pregaram que aqueles que seguem a Jesus Cristo devem abandonar os ídolos. O Catecismo católico e também os teólogos da Reforma e pós-Reforma têm ensinado que o mandamento aplica-se aos tempos modernos e proíbe a adoração tanto de "adultério humano" (nível carnal), como de "adultério espiritual" de qualquer outra forma (astrólogos, magos etc.), como o foco posto em prioridades temporais, como desejos (comida, prazer físico), trabalho e dinheiro, por exemplo. O Catecismo católico elogia aqueles que se recusam até mesmo simular tal adoração num contexto cultural, uma vez que "o dever de oferecer adoração autêntica a Deus deve ser a preocupação do homem, como indivíduo e como ser social".

## Os Dez Mandamentos
Diferentes tradições religiosas, não apenas judaicas ou só cristãs, apresentam os dezessete versículos de Êxodo 20: 1–17 e seus correspondentes versículos em Deuteronômio 5: 4–21 divididos e organizados em "dez mandamentos" ou "ditos" em modos diferentes, mostrados na tabela abaixo. Alguns sugerem que "o número dez" é uma opção para auxiliar a memorização, em vez de uma questão de teologia, embora essa organização decenal mostre coesão interna, concordância e consistência temática a justificá-la.
| LXX | FDA | SPT | TAV | AHV | CRV | LTV | PRC | Mandamento (artigo principal)                                                                 | Ex 20:1-17                                          | Dt 5:6-21                                           | Judaísmo                                            | Catol-"R"                                           | Catol-"O"                                           | Prot-"G"                                            |
| --- | --- | --- | --- | --- | --- | --- | --- | --------------------------------------------------------------------------------------------- | --------------------------------------------------- | --------------------------------------------------- | --------------------------------------------------- | --------------------------------------------------- | --------------------------------------------------- | --------------------------------------------------- |
| —   | —   | —   | 1   | —   | 1   | —   | (1) | Eu Sou Javé, o SENHOR, teu Deus, que te fez sair da terra do Egito, da casa da escravidão![1] | 2                                                   | 6                                                   | 1                                                   | 1                                                   | 1                                                   | 1                                                   |
| 1   | 1   | 1   | 2   | 1   | 1   | 1   | 1   | Não terás outros deuses além de Mim[1]                                                        | 3                                                   | 7                                                   | 2                                                   | 1                                                   | 1                                                   | 1                                                   |
| 2   | 2   | 1   | 2   | 1   | —   | 1   | 2   | Não farás para ti imagem de escultura[1]                                                      | 4–6                                                 | 8–10                                                | 2                                                   | 1                                                   | 2                                                   | 2                                                   |
| 3   | 3   | 2   | 3   | 2   | 2   | 2   | 3   | Não pronunciarás em vão o Nome de Javé, o SENHOR teu Deus[1]                                  | 7                                                   | 11                                                  | 3                                                   | 2                                                   | 3                                                   | 3                                                   |
| 4   | 4   | 3   | 4   | 3   | 3   | 3   | 4   | Lembra-te do dia do shabbãth, sábado, para santificá-lo[1]                                    | 8–11                                                | 12–15                                               | 4/sáb                                               | 3/dom[2]                                            | 4/dom[2]                                            | 4/dom[2]                                            |
| 5   | 5   | 4   | 5   | 4   | 4   | 4   | 5   | Honra teu pai e tua mãe                                                                       | 12                                                  | 16                                                  | 5                                                   | 4                                                   | 5                                                   | 5                                                   |
| 6   | 7   | 5   | 6   | 5   | 5   | 5   | 6   | Não matarás                                                                                   | 13                                                  | 17                                                  | 6                                                   | 5                                                   | 6                                                   | 6                                                   |
| 7   | 6   | 6   | 7   | 6   | 6   | 6   | 7   | Não adulterarás                                                                               | 14                                                  | 18                                                  | 7                                                   | 6                                                   | 7                                                   | 7                                                   |
| 8   | 8   | 7   | 8   | 7   | 7   | 7   | 8   | Não furtarás[3]                                                                               | 15                                                  | 19                                                  | 8                                                   | 7                                                   | 8                                                   | 8                                                   |
| 9   | 9   | 8   | 9   | 8   | 8   | 8   | 9   | Não darás falso testemunho contra o teu próximo                                               | 16                                                  | 20                                                  | 9                                                   | 8                                                   | 9                                                   | 9                                                   |
| 10  | 10  | 9   | 10  | 10  | 10  | 9   | 10  | Não cobiçarás (a casa do teu próximo)                                                         | 17a                                                 | 21b                                                 | 10                                                  | 10                                                  | 10                                                  | 10                                                  |
| 10  | 10  | 9   | 10  | 9   | 9   | 10  | 10  | Não cobiçarás (a mulher do teu próximo)                                                       | 17b                                                 | 21a                                                 | 10                                                  | 9                                                   | 10                                                  | 10                                                  |
| 10  | 10  | 9   | 10  | 10  | 10  | 10  | 10  | Não cobiçarás (seus servos, animais, ou coisa alguma que lhe pertença)                        | 17c                                                 | 21c                                                 | 10                                                  | 10                                                  | 10                                                  | 10                                                  |
| —   | —   | 10  | —   | —   | —   | —   | —   | Edificarás estas pedras, que Eu te ordeno, no Monte Gerizim                                   | Adoção exclusiva por parte da Comunidade Samaritana | Adoção exclusiva por parte da Comunidade Samaritana | Adoção exclusiva por parte da Comunidade Samaritana | Adoção exclusiva por parte da Comunidade Samaritana | Adoção exclusiva por parte da Comunidade Samaritana | Adoção exclusiva por parte da Comunidade Samaritana |

Tradições:
- Todas as citações das escrituras acima são da Bíblia King James. Clique nos versos no topo das colunas para outras versões.
- LXX: versão Septuaginta ("versão dos VXX"), geralmente seguida por cristãos ortodoxos.
- FDA: versão de Filo de Alexandria, basicamente idêntica à Septuaginta, mas com os mandamentos de "não matar " e de "não adulterar" invertidos.
- SPT: versão do Pentateuco Samaritano ou Torá Samaritana, com um mandamento adicional sobre o Monte Gerizim como sendo o décimo.
- TAV: versão do Talmude judaico, faz do "prólogo" o primeiro "ditado" ou "matéria" e combina a proibição de adorar outras divindades além de Javé com a proibição da idolatria.
- AHV: versão de Agostinho, segue o Talmude, ao combinar os versículos 3–6, mas omite o prólogo como um mandamento e divide a proibição de cobiçar em dois e segue a ordem de palavras de Deuteronômio 5:21 em vez da de Êxodo 20:17.
- CRV: versão da Igreja Católica Romana, o Catecismo da Igreja Católica, em grande parte — mas, não em tudo — segue Agostinho.
- LTV: versão da Igreja Luterana, segue o Catecismo Maior de Lutero, que segue Agostinho, mas omite a proibição das imagens e usa a ordem das palavras de Êxodo 20:17, em vez das de Deuteronômio 5:21 para o nono e décimo mandamentos.
- PRC: visão da Igreja Calvinista, segue os Institutos da Religião Cristã de João Calvino, que segue a Septuaginta; esse sistema também é usado no Livro Anglicano de Oração Comum.[38]
- A passagem dos mandamentos no Êxodo contém mais de dez declarações, dezenove no total. Enquanto a própria Bíblia assina a contagem de "10", usando a frase hebraica aseret had'varim— traduzida com as 10 palavras, afirmações ou coisas, essa frase não aparece nas passagens usualmente apresentadas como sendo "os Dez Mandamentos". Várias religiões dividem os mandamentos de modo diferente. A tabela exibida aponta essas diferenças.
- [1] Jesus Cristo, em seu ministério, apresenta uma "releitura universal da Lei Mosaica", desde o Sermão da Montanha (Mt 5, 6 e 7[39]), bem como em várias outras ocasiões, em particular, o ensino sobre "O Maior Mandamento da Lei", ao qual foi arguido por um "juiz judeu, perito na Lei", conforme (Mt 22: 34-40[40]): " (34) Assim que os fariseus ouviram que Jesus havia deixado os saduceus sem palavras, reuniram-se em conselho. (35) E um deles, juiz perito na Lei, formulou uma questão para submeter Jesus à prova: (36) 'Mestre, qual é o Maior Mandamento da Lei?' (37) Asseverou-lhe Jesus: ' Amarás o Senhor, teu Deus, de todo o teu coração, de toda a tua alma e com toda a tua inteligência. (38) Este é o primeiro e maior dos mandamentos. (39) O segundo, semelhante a este, é: Amarás o teu próximo como a ti mesmo. (40) A estes dois mandamentos estão sujeitos toda a Lei e os Profetas. " (Mt 5, 6 e 7[40]). Alguns estudiosos e intérpretes bíblicos apressam-se a concluir que, com tal declaração, O Senhor Jesus Cristo houvesse abolido a Lei Antiga, o que, em verdade, nunca se deu. O que Ele fez foi uma "releitura unificadora e universalizante da Lei Antiga (também universal)", contudo sob um novo prisma — o prisma soberano do Amor". E, nesse sentido — pode-se dizer que Jesus Cristo "resumiu" a Antiga Lei de dez mandamentos para dois... e os dois tornou-os um só: O Grande e Universal Mandamento do Amor. O Apóstolo João, em seu evangelho remarca essa nota de modo extraordinário, por exemplo, em Jo 3:16-17[41]: " (16) Porque Deus amou o mundo de tal maneira que deu o seu Filho Unigênito, para que todo aquele que nele crê não pereça, mas tenha a vida eterna. (17) Portanto, Deus enviou o seu Filho ao mundo não para condenar o mundo, mas para que o mundo fosse salvo por meio dele. ". E, ainda mais, em suas Cartas (ou Epístolas), ele faz questão de aprofundar esse tema essencial, indispensável e universal. Por exemplo, em 1 Jo 3:16-17[42]:" (7) Amados, amemos uns aos outros, pois o Amor procede de Deus; e todo aquele que ama é nascido e conhece a Deus. (8) Aquele que não ama não conhece a Deus, porquanto Deus é Amor. (9) Foi desse modo que se manifestou o Amor de Deus para conosco: em haver Deus enviado o Seu Filho Unigênito ao mundo, para vivermos por intermédio d'Ele. (10) Assim, nisto consiste o Amor: não em que nós tenhamos amado a Deus, mas em que Ele nos amou e enviou o seu Filho como propiciação pelos nossos pecados. ". Algumas igrejas cristãs, entre as quais a Igreja Católica Romana, mas não apenas ela, reunem os mandamentos da seguinte forma: os mandamentos do Decálogo de números 1 a 4 são mandamentos de Amor a Deus; os de números 5 a 10 são mandamentos de Amor ao próximo.
- [2] O Cristianismo, em suas igrejas de modo geral (exceto as de confissão sabatista, como a Igreja Adventista do Sétimo Dia, entre outras) entende o dia de domingo como o dia do Senhor na Nova Aliança, pois foi o dia em que Jesus Cristo ressuscitou ("o terceiro dia").[43]
- [3] O Judaísmo afirma que essa é uma referência ao furto em geral, embora alguns, com base em Lv 19:11,[44] e na hermenêutica talmúdica (דבר הלמד מעניינו, Davar ha-lamed me-inyano ="O que ensina seu interesse",[45][46] sugiram ser apenas furto de propriedade.
- (4)/sab e (3 ou 4)/dom significam, respectivamente, os dias de sábado ou domingo, considerados de observância devida para o mandamento do shabbãth, por parte da confissão religiosa citada. O número "3" significa que a fé em causa considera-o como terceiro mandamento e o número "4", como o quarto mandamento.

A narrativa bíblica da revelação no Sinai começa em Êxodo 19:16,17 após a chegada dos filhos de Israel ao Monte Sinai (também chamado Monte Horebe). "(16) Ao alvorecer do terceiro dia, houve trovões, relâmpagos e uma espessa nuvem sobre a montanha, e um clangor muito forte de trombeta; e todas as pessoas que estavam no acampamento começaram a tremer de medo. (17) Então Moisés conduziu o povo para fora do acampamento, para encontrar-se com Deus, ao pé da montanha". Depois de "Javé Deus, o Senhor descer sobre o Monte Sinai", Moisés subiu brevemente e voltou e preparou o povo, e, em seguida, em Êxodo 20, "Deus falou" a todas as pessoas as palavras da Aliança, ou seja, os "Dez Mandamentos", como está escrito. A erudição bíblica moderna diverge sobre se, em Êxodo 19-20, o povo de Israel ouviu diretamente todo o Decálogo, ou apenas parte dele, ou se o povo o recebeu por meio de Moisés.
Como o povo estava com medo de ouvir mais e "distanciou-se", Moisés disse: "Não tenhais medo". Ele, porém, chegou-se à "escuridão espessa", onde "A Presença do SENHOR estava", para ouvir os estatutos adicionais e "juízos" os quais "escreveu"  na "Torá", e que leu para o povo na manhã seguinte, e todo o povo concordou em obedecer e fazer tudo o que o SENHOR havia dito. Moisés escoltou um grupo seleto composto por Aarão, Nadabe e Abiú e "setenta dos anciãos de Israel" para um local no monte onde eles adoravam "de longe" e eles "viram O Deus de Israel" acima de um "pavimento trabalhado como pedra de safira clara".
Então Javé disse a Moisés: "Sobe o monte, vem até mim e fica aqui; Eu te darei as tábuas de pedra com a Lei e os mandamentos que escrevi para instrução do povo!" Moisés partiu com Josué, seu cooperador; e subiram à montanha de Deus. — Primeira menção das Tábuas da Aliança em Ex 24:12-13

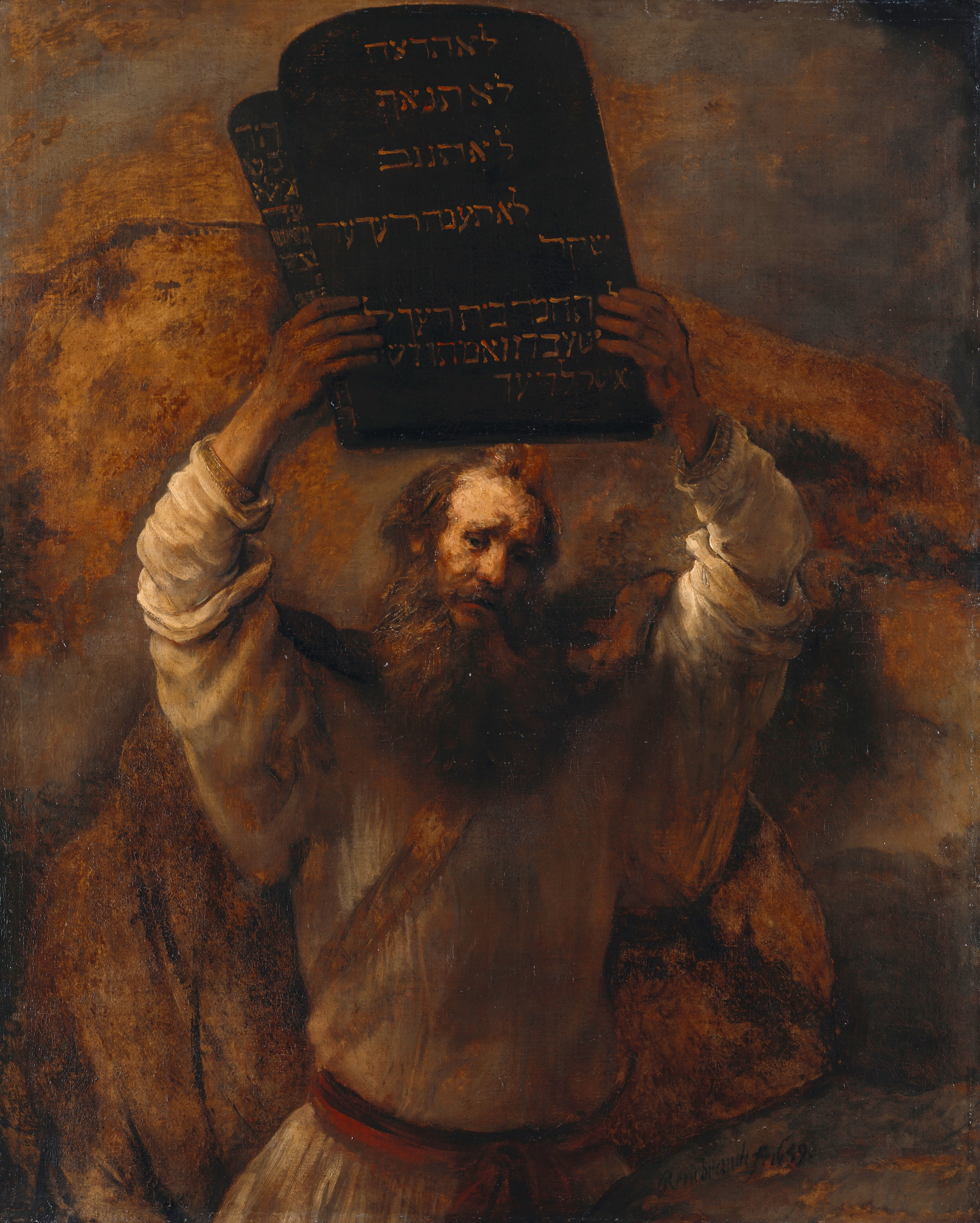
Moisés quebra as Tábuas da Lei (1659) por Rembrandt. (Gemäldegalerie, Berlin)

O monte ficou coberto pela nuvem durante seis dias, e no sétimo dia Moisés entrou no meio da nuvem e ficou "no monte quarenta dias e quarenta noites". E Moisés disse: "O Senhor Javé entregou-me duas tábuas de pedra escritas com O Dedo de Deus, e nelas estava escrito de acordo com todas as Palavras, que o Senhor Javé falou convosco no monte do meio do fogo no dia da assembléia". Antes dos quarenta dias completos expirarem, os filhos de Israel decidiram coletivamente que algo havia acontecido a Moisés, e compeliram Arão a moldar um bezerro de ouro, e ele "construiu um altar diante dele" e o povo "adorou". Com essa conduta, o povo de Israel demonstrou que, apesar de ter saído e liberto do Egito em apenas um dia, todavia, o Egito ainda precisava sair dele, o que tomou muito mais tempo.
Após quarenta dias, Moisés e Josué desceram do monte com as duas tábuas: "E aconteceu que, chegando ao arraial, viu o bezerro e a dança; e Moisés, ardendo em ira, tirou as tábuas das mãos e as quebrou no pé do monte. Após os eventos nos capítulos 32 e 33, no capítulo 34: "Então Javé solicita a Moisés: 'Corta duas placas de pedra semelhantes às primeiras, sobe a mim na montanha, e Eu escreverei as mesmas palavras que escrevi nas primeiras tábuas, que quebraste'". "(27) Disse ainda Javé a Moisés: 'Escreve essas palavras; porquanto é de acordo com o teor dessas palavras que estabeleço aliança contigo e com Israel!' (28) Moisés ficou ali com o SENHOR quarenta dias e quarenta noites, sem comer pão e sem beber água. E escreveu sobre as tábuas de pedra as palavras da aliança: os Dez Mandamentos".
Conforme a tradição judaica, Êxodo 20: 1–17 constitui a primeira dação de Deus dos Dez Mandamentos nas duas tábuas, que Moisés quebrou em ira com sua nação rebelde. Mais tarde, foi reescrita em novas tábuas e depositada na Arca da Aliança Essas novas tábuas consistem na reedição por Deus dos Dez Mandamentos para a geração mais jovem que deveria entrar na Terra Prometida. As passagens em Êxodo 20 e Deuteronômio 5 contêm mais de dez declarações, totalizando dezenove ao todo.

## Antigo Testamento

### Exemplos pré-lei
Vários incidentes na narrativa de Gênesis demonstram que o adultério era entendido como um fenômeno natural. Estes ocorrem nos tempos dos Patriarcas ao longo de um período de cerca de 200 anos, o último ocorrendo mais de 400 anos antes da entrega da lei através de Moisés. Em Gênesis 12, a esposa de Abrão, Sarai, é levada para o palácio do faraó egípcio, depois que Abrão não revela seu estado civil. Deus inflige "doenças sérias sobre o Faraó e toda a sua casa" Faraó percebe que é porque Sarai é na verdade a esposa de Abrão e diz a ele: “O que você fez comigo? Por que você não me disse que ela era sua? esposa? Por que você disse: "Ela é minha irmã", então eu a tomei por minha esposa? Agora, então, aqui está sua esposa; leve-a e vá embora".
Em Gênesis 20, Abraão (renomeado após seu encontro com Javé El Shaddai, O Todo-Poderoso) foi movido para o Neguebe e novamente esconde seu casamento com Sara.Um rei local, Abimeleque, pretende se casar com ela. No entanto, Deus aparece para Abimeleque em um sonho e diz: "Eis que tu és um homem morto por causa da mulher que tomaste, pois ela é a esposa de um homem".
Anos depois, Isaque conta semelhante mentira a respeito de sua esposa, Rebeca, mas Abimeleque rapidamente descobre a verdade. Chocado, ele confronta Isaque, dizendo: "Aquele que tocar neste homem ou sua esposa certamente será morto".
Em Gênesis 39, um exemplo positivo é apresentado em José, um dos doze filhos de Jacó. Ele é vendido como escravo no Egito e rapidamente ascende a uma posição proeminente e bem-sucedida administrando a casa de Potifar, um capitão militar. Ele resiste aos avanços sexuais da esposa de Potifar "dia após dia", protestando que ele não deseja trair a confiança de Potifar. Um dia, seus avanços se tornam físicos e, em seu esforço para escapar, José deixa sua capa para trás. A esposa de Potifar usa essa "evidência" para acusar falsamente José de tentativa de estupro e ele é preso, perdendo tudo menos sua vida. Mais de dois anos depois, José é restaurado para uma posição ainda mais alta, servindo o próprio faraó.
Em Gênesis 39, um exemplo positivo é apresentado em José, um dos doze filhos de Jacó. Ele é vendido para a escravidão no Egito e rapidamente sobe para proeminente e bem-sucedida posição de gerir a casa de Potifar, um militar, capitão. Ele resiste avanços sexuais da mulher de Potifar "dia após dia", de protesto que não queria trair a confiança de Potifar. Um dia avanços dela se tornar física, e em seu esforço para escapar, Joseph deixa seu manto para trás. A esposa de Potifar usa essa "evidência" para acusar falsamente José de tentar estupro e ele é preso, perdendo tudo, mas salvando sua vida. Mais de dois anos mais tarde, José é restaurado a uma posição mais elevada diante do próprio Faraó.

### Adultério no AT

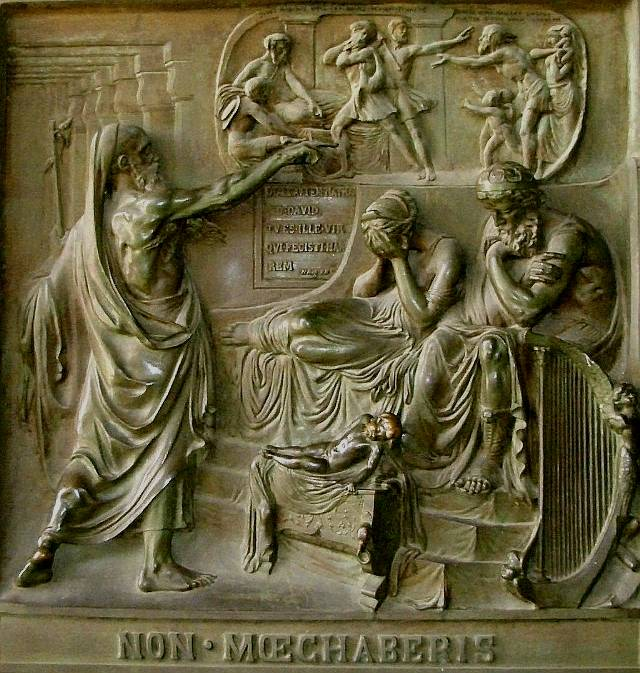
Não cometerás adultério pelo Barão Henri de Triqueti (1803-74). 1837. Bronze em relevo painel na porta da Madeleine, a Place de La Madeleine, em Paris

De acordo com Êxodo, a lei que proíbe o adultério foi codificada para a nação de Israel no monte Sinai. Foi um dos dez mandamentos escritos pelo dedo de Deus em tábuas de pedra. Seguiram-se detalhes sobre a administração da lei e limites adicionais sobre o comportamento sexual. Por exemplo, uma provação foi estabelecida para provar a culpa ou inocência de uma esposa cujo marido a suspeitasse de adultério. O adultério era um crime capital, e se os adúlteros fossem pegos, pelo menos duas testemunhas eram necessárias antes que a pena de morte fosse cumprida. Como era permitido aos homens terem várias esposas, o adultério era interpretado como consistindo de relações sexuais entre um homem e uma mulher casada ou prometida que não era sua esposa. Um homem que teve relações sexuais com uma mulher que não era casada ou prometida não era culpada de adultério, per se, mas o homem era então obrigado a casar com a mulher, a menos que seu pai a proibisse e o homem não se divorciasse dela. até o final de sua vida.

Se um homem encontrar uma donzela que é virgem, que não está prometida em casamento, apoderar-se-á dela e deitar-se com ela, será encontrada; Então o homem que se deitar com ela dará ao pai da moça cinqüenta siclos de prata, e ela será sua mulher; porque ele a humilhou, não a poderá afastar todos os seus dias.— Deuteronômio 22:28-29
Outras fronteiras sobre o comportamento sexual incluíam a proibição de relações sexuais entre parentes próximos, entre pessoas do mesmo sexo e entre pessoas e animais; a prostituição também era proibida. A proibição da prostituição foi interpretada por eruditos rabínicos para impedir relações sexuais fora do casamento em geral, e uma mulher que, após se casar, foi considerada promíscua antes do casamento enfrentar a pena de morte. Uma mulher que foi estuprada não era culpada de infringir a lei, desde que ela clamava por ajuda (o que foi tomado como prova de que ela não consentiu). De acordo com Deuteronômio, o mandamento contra o adultério foi reafirmado quando a liderança de Israel passou de Moisés para Josué.
A sedução da esposa de Urias, Bate-Seba, pelo rei Davi, e o encobrimento assassino de seu adultério é uma infame transgressão desse mandamento. Ocorrido cerca de quatro séculos após a a lei no Monte Sinai, o evento e suas conseqüências são contados nos livros Segundo Samuel e Primeiro Reis. Apesar do arrependimento sincero e duradouro de Davi, ele quebrou o mandamento do adultério e trouxe punição temporal, e iniciou uma cascata de eventos trágicos em Israel.

Triqueti condensou as conseqüências da sedução do rei Davi por Bate-Seba, esposa de Urias, o hitita (2 Samuel 12). Davi, sentado ao lado de Bate-Seba, é tomado de remorso enquanto o severo profeta Natã o confronta. Nathan revela o crime de Davi através da parábola de um homem rico que rouba o único cordeiro de um homem pobre, narrado em uma zona subsidiária. Como um sinal da ira divina, o filho ilegítimo de Davi permanece sem vida diante de seus pais culpados—  Ribner, 1993
O livro de Provérbios contém capítulos inteiros que advertem contra o adultério e descrevem suas tentações e conseqüências. Avisos diretos são dados para ficar longe da adúltera. Sabedoria é descrita como uma proteção contra "a mulher proibida, da adúltera com suas palavras suaves, que abandona o companheiro de sua juventude e se esquece da aliança de seu Deus; porque sua casa afunda até a morte, e seus caminhos para os que partirem, ninguém que a ela regressa, nem recuperam os caminhos da vida.

### Sexo conjugal

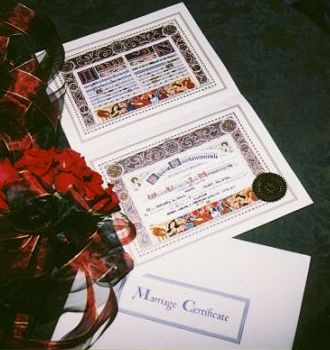
Um moderno ketubah (documento tradicional de casamento judaico)

Em contraste com as duras proibições e advertências contra o adultério, as relações conjugais eram esperadas e consideradas um direito. Um soldado recém-casado em Israel não teve que ir à guerra por um ano, para que ele pudesse trazer felicidade para sua noiva. Provérbios encoraja o desfrute das relações sexuais dentro do casamento: "Beba água da sua própria cisterna, água corrente do seu próprio poço. As suas fontes devem ser espalhadas, as correntes de água nas ruas? Que elas sejam só para você, e não para estranhos Que o seu chafariz seja abençoado e se regozije na esposa da sua juventude... Por que você deveria estar intoxicado, meu filho, com uma mulher proibida e abraçar o seio de uma adúltera? Pois os caminhos de um homem estão diante dos olhos de o SENHOR, e ele pondera todos os seus caminhos. As iniqüidades dos ímpios o prendem, e ele está preso nas cordas de seu pecado. Ele morre por falta de disciplina, e por causa de sua grande loucura ele é desviado".

### Vieses espirituais
Os profetas Jeremias, Ezequiel e Oseias indicam que Deus considerava a adoração de Israel de ídolos como adultério espiritual. Isto levou a um pacto quebrado entre eles e "divórcio", manifestado como derrota por uma nação inimiga seguida de exílio, a partir do qual o reino do norte nunca se recuperou Este adultério espiritual foi aparentemente acompanhado pela prevalência de adultério físico também.

### Visão judaica
A transgressão dos mandamentos é também chamada de impureza ou impureza. Este termo é especialmente usado para os crimes principais e principais, que são idolatria, adultério e assassinato. (…) Em referência ao adultério, lemos: "Não vos contamifiques em nenhuma destas coisas". (Deuternomia. Xviii, z4)— Maimônides in "The Guide for the Perplexed"

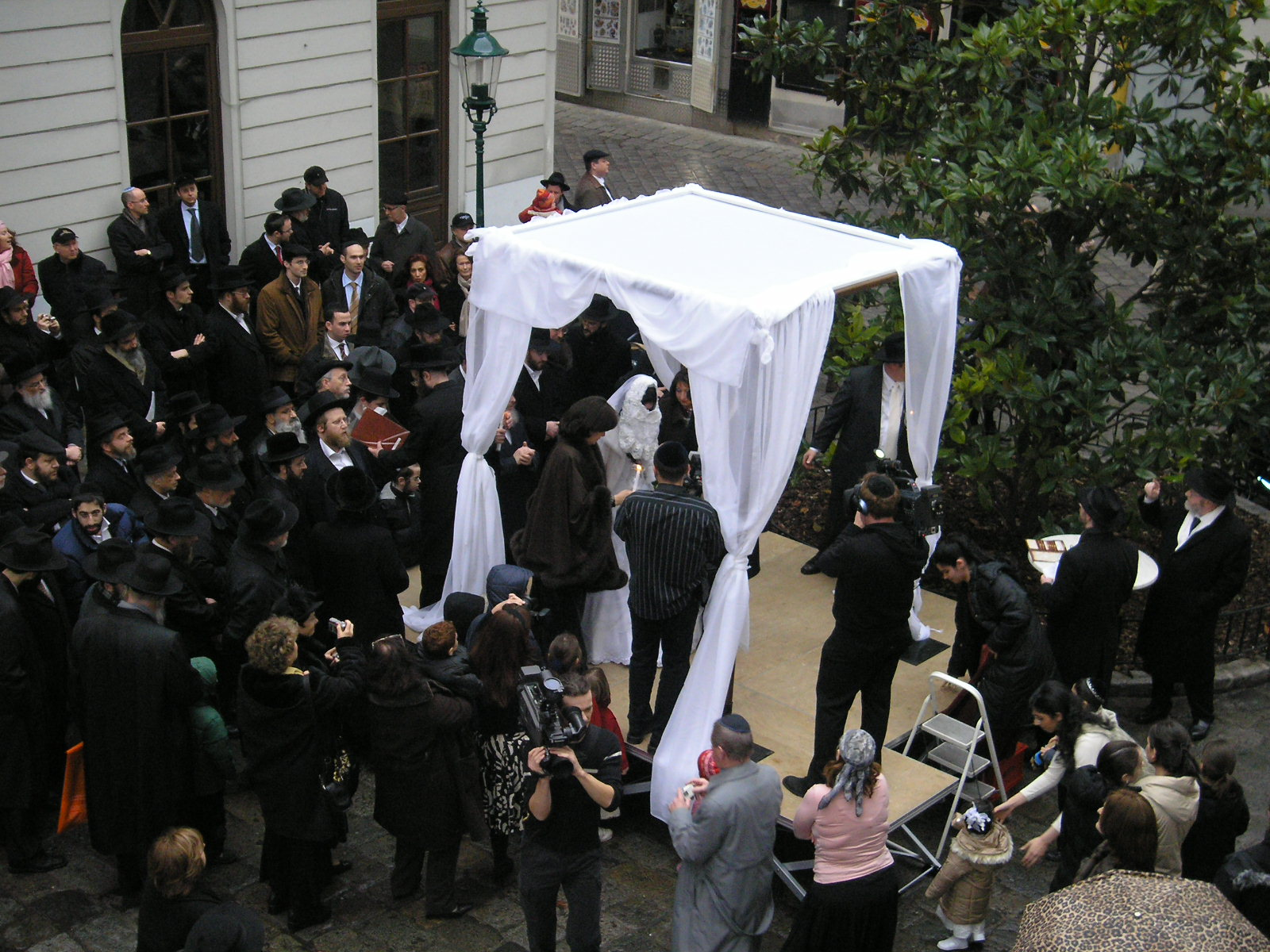
Um casamento judaico, em Viena, Áustria, 2007

O Mitzvoh contra o adultério é interpretado para se referir às relações sexuais entre um homem e uma mulher casada. Relações sexuais fora do casamento também são proibidas com base em Deuteronômio 23:18. A mitzvá é a seguinte:
- Não ter relações sexuais com a esposa de outro homem.[108][109][110]
- Não haverá relação sexual com uma mulher, sem casamento prévio com um ato de casamento e declaração formal de casamento.[83][111][112]

Na Torá, se um marido suspeitava de sua esposa de adultério, havia uma provação prescrita que ela passou para determinar sua culpa ou inocência. Um procedimento separado deveria ser seguido se um marido recém-casado suspeitasse que sua esposa havia sido promíscua antes do casamento. Alternativamente, para aplicar a pena de morte por adultério, pelo menos duas testemunhas eram necessárias, e tanto o homem quanto a mulher envolvidos estavam sujeitos a punição. Embora os casos de adultério possam ser difíceis de provar, as leis de divórcio adicionadas ao longo dos anos permitiram que o marido se divorciasse de sua esposa em provas circunstanciais de adultério sem testemunhas ou provas adicionais. Se uma mulher cometesse relações ilegais contra sua vontade, ela não era culpada de adultério, porque ela não agia como agente livre. As punições usuais não foram infligidas em tais casos, e as consequências legais do adultério não se seguiram.
No primeiro século, a aplicação do calvário tornou-se menos comum à medida que restrições adicionais eram impostas aos processos judiciais de casos capitais de adultério. No ano 40, antes da destruição do Segundo Templo os tribunais judeus renunciaram ao seu direito de infligir pena de morte (talvez sob pressão romana). Mudanças na punição por adultério foram decretadas: o adúltero foi flagelado, e o marido da adúltera não foi autorizado a perdoar seu crime, mas foi obrigado a divorciar-se dela, e ela perdeu todos os seus direitos de propriedade sob seu contrato de casamento. A adúltera não foi autorizada a casar-se com aquela com quem ela havia cometido adultério e se ela se casasse com ele, eles seriam forçados a se separar.
Embora a aplicação legal fosse aplicada de forma inconsistente, a mitsvá permaneceu. O adultério é um dos três pecados (junto com idolatria e assassinato) que devem ser resistidos até o ponto da morte. Este foi o consenso dos rabinos na reunião em Lydda, durante a Revolta de Adriano de 132.
A mitzvá de praticar relações sexuais somente dentro do casamento é afirmada por muitos rabinos ortodoxos, conservadores e reformados nos tempos modernos. Embora ressaltem que as relações sexuais fora do casamento minam o casamento e até mesmo o amor em si, elas também enfatizam o papel positivo das relações sexuais no fortalecimento e promoção do amor dentro do relacionamento conjugal.

## Novo Testamento

### Cristianismo
Nos evangelhos, Jesus afirmou o mandamento contra o adultério e pareceu estendê-lo, dizendo:

"(27) Ouvistes o que foi dito: 'Não cometerás adultério'. (28) Eu, porém, vos digo, que qualquer que olhar para uma mulher com intenção impura, em seu coração, já cometeu adultério com ela."(Bíblia King James Atualizada online)
"(31) Foi dito também: 'Aquele que se divorciar de sua esposa deverá dar a ela uma certidão de divórcio'. (32) Eu, porém, vos digo: Qualquer que se divorciar da sua esposa, exceto por imoralidade sexual, faz com que ela se torne adúltera, e quem se casar com a mulher divorciada estará cometendo adultério."(Bíblia King James Atualizada online)
No entanto, alguns comentaristas, incluindo Tomás de Aquino, dizem que Jesus estava fazendo a conexão com o Mandamento: "Não cobiçarás a mulher do teu próximo". Ele ensinou a sua audiência que o ato exterior de adultério não acontece além dos pecados do coração: "De dentro das pessoas, de seus corações, vêm maus pensamentos, falta de castidade, roubo, assassinato, adultério, ganância, malícia, engano, licenciosidade, inveja, blasfêmia, arrogância, tolice. Todos esses males vêm de dentro e contaminam".
De acordo com os Evangelhos, Jesus citou o livro de Gênesis sobre a origem divina do relacionamento conjugal, concluindo: "Assim, eles já não são dois, mas uma só carne. Portanto, o que Deus uniu, nenhum homem deve separar”. Jesus rejeitou disposições expedientes que permitem o divórcio por quase qualquer razão, e citou a imoralidade sexual (a quebra da aliança de casamento) como a única razão por que uma pessoa pode se divorciar e casar com outra, sem cometer adultério. o apóstolo Paulo similarmente ensinou (comumente chamado de privilégio paulino): 'Aos casados dou esta ordem (não eu, mas o Senhor): A esposa não deve separar-se do marido. Mas se o fizer, ela deve permanecer solteira ou então ser reconciliada com o marido. E o marido não deve se divorciar de sua esposa'.
No evangelho de João é um relato de uma mulher apanhada em adultério. Líderes responsáveis pela execução da justiça levaram-na a Jesus e pediram seu julgamento. Jesus identificou claramente o adultério com o pecado, no entanto, sua afirmação "Aquele que é sem pecado atire a primeira pedra", não se referiu aos preceitos da lei, mas à consciência. Alguns comentaristas ressaltam que, se a mulher fosse pega em adultério, também deveria haver um homem em julgamento. A lei afirmava claramente que ambas as partes deviam receber a pena de morte. Por não trazer o homem culpado à justiça, esses líderes compartilharam a culpa e não estavam em condições de realizar a punição. Não tolerando seu adultério, Jesus adverte a mulher na despedida: "Vá e não peques mais".
O apóstolo Paulo escreveu francamente sobre a gravidade do adultério:

"(9) Não sabeis que os injustos não herdarão o Reino de Deus? Não vos deixem enganar: nem imorais, nem idólatras, nem adúlteros, nem os que se entregam a práticas homossexuais de qualquer espécie, (10) nem ladrões, nem avarentos, nem viciados em álcool ou outras drogas, nem caluniadores, nem estelionatários herdarão o Reino de Deus. (11) Assim fostes alguns de vós. Contudo, vós fostes lavados, santificados e justificados em o Nome do Senhor Jesus Cristo e no Espírito Santo do nosso Deus! Nosso corpo é santuário de Deus "(Bíblia King James Atualizada online)
Dentro do casamento, relações sexuais regulares são esperadas e encorajadas. "O marido deve dar a sua esposa seus direitos conjugais, e também a esposa ao marido. Pois a esposa não tem autoridade sobre o próprio corpo, mas o marido o faz. Da mesma forma o marido não tem autoridade sobre o próprio corpo, mas a esposa faz". Como “uma só carne”, o marido e a esposa compartilham esse direito e privilégio; o Novo Testamento não retrata a intimidade como algo mantido em reserva por cada cônjuge a ser compartilhado sob condição. "Parem de privar um ao outro, exceto por acordo por um tempo em que vocês possam dedicar-se à oração, e se unirem novamente para que Satanás não o tente por causa de sua falta de autocontrole". Uma razão declarada para manter relações conjugais é reduzir a tentação ao adultério.
O próprio apóstolo Paulo nunca se casou e percebeu as vantagens práticas de permanecer solteiro. No entanto, ele se referiu ao contentamento no celibato como "um presente", e desejo sexual como a condição mais comum das pessoas. Por essa razão, ele recomenda que a maioria das pessoas seja melhor casada, a fim de evitar ser tentada além do que pode suportar ou passar pela vida “ardendo de paixão”.

### Doutrinas cristãs

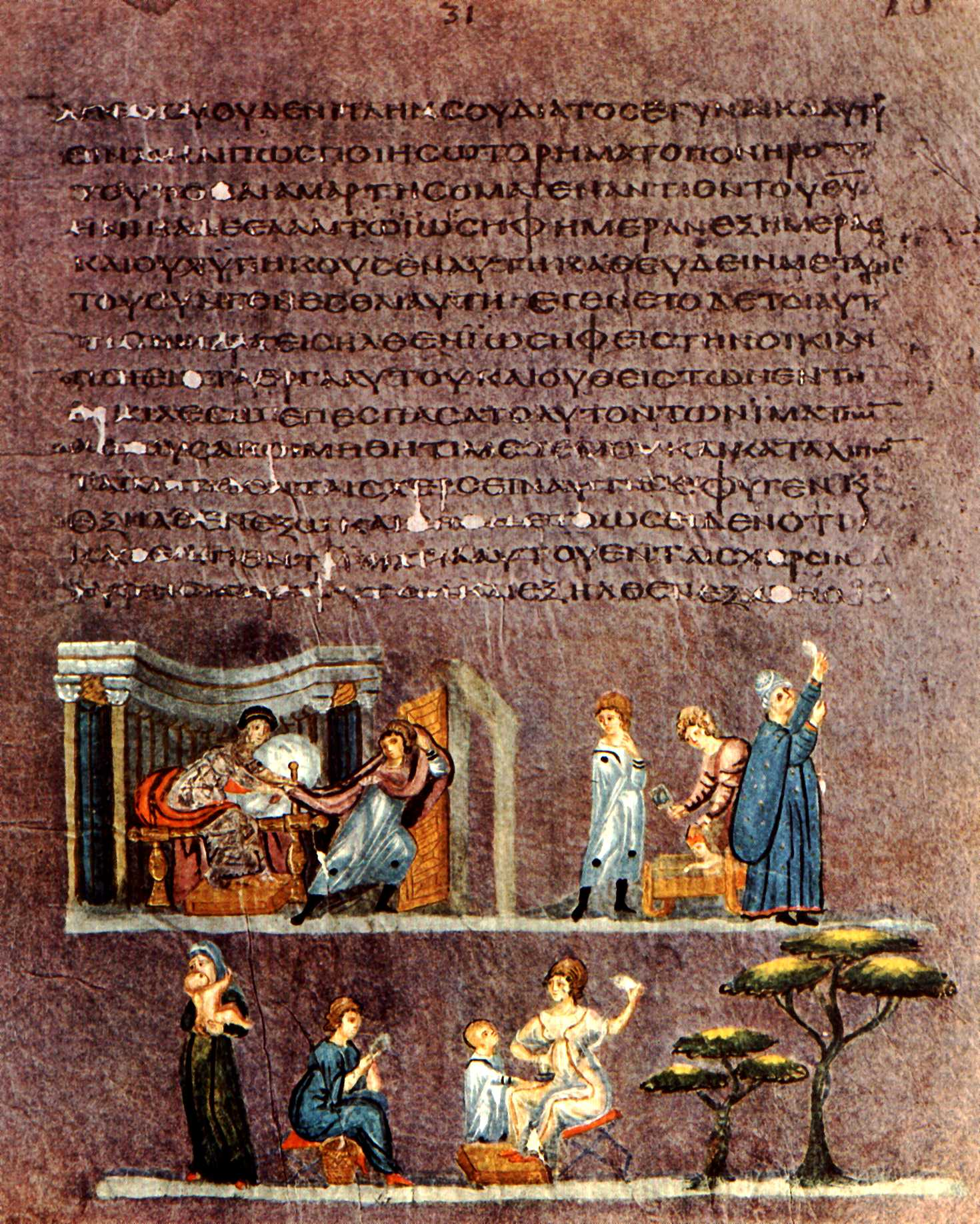
No Egito, José resistiu à tentação do adultério com um grande custo pessoal. Imagem de Viena, a Bíblia, 1743

Segundo o relato do Livro de Gênesis, o casamento é uma união estabelecida originária e diretamente por Javé Deus:

"Portanto, um homem deixa seu pai e sua mãe e se une à sua esposa, e eles se tornam uma só carne".— Gênesis 2:24
Dentro da definição bíblica de casamento, as relações sexuais são projetadas para resultar em crianças, para unificar marido e mulher, e no judaísmo e algumas tradições cristãs, para ser uma fonte de prazer carnal, embora algumas tradições olhem para baixo em qualquer atividade física mínima. o prazer evocado pelo ato sexual como levando à concupiscência, ou à tendência ou menor capacidade de resistir ao pecado, neste caso, o pecado sexual. [68] Antes do relato dos Dez Mandamentos, há exemplos bíblicos de que o adultério era considerado um delito grave. De acordo com Êxodo, a lei que proíbe o adultério foi codificada no Monte Sinai como um dos Dez Mandamentos escritos pelo dedo de Deus em tábuas de pedra. Seguem-se detalhes sobre a administração desta lei e limites adicionais sobre o comportamento sexual. De acordo com Deuteronômio, o mandamento foi reafirmado quando a liderança de Israel passou de Moisés para Josué.
No livro de Provérbios , a tentação ao adultério é descrita, e conselhos para evitá-lo são oferecidos. Provérbios compara um homem a entrar em um encontro adúltero "como um boi vai para o matadouro". O adultério pode ser a primeira atividade específica referida como uma 'estrada para o inferno' e consequências temporais são claramente declaradas. Por exemplo:

Aquele que comete adultério não tem sentido:

- aquele que faz isso, destrói a si mesmo.
- ele terá feridas e desonra, e sua desgraça não será apagada.
- por inveja faz um homem furioso, e ele não vai poupar quando ele se vinga. Ele não aceitará compensação alguma;
- ele recusará embora se lhe multipliquem ofertas de presentes.
— Provérbios 6:32-35
O adultério é um dos três pecados (junto com idolatria e assassinato) que a Mishná diz que deve ser resistida até o ponto da morte. O Novo Testamento apoia a santidade do casamento e afirma a gravidade do mandamento:

Que o casamento seja honrado entre todos e que o leito conjugal seja mantido imaculado, pois Deus julgará os sexualmente imorais e adúlteros.— Hebreus 13:4
Outras passagens do Novo Testamento descrevem a expectativa positiva das relações sexuais dentro do casamento, e a pecaminosidade do adultério e das relações sexuais fora do casamento.

### Visão católica
Segundo a Doutrina da Igreja Católica e, portanto, seu Catecismo da Igreja Católica, em suas várias prescrições, em razão de sua concepção própria dos Dez Mandamentos, Não adulterarás é, para Igreja Católica, o  "sexto mandamento".

Adultério refere-se à infidelidade conjugal. Quando dois parceiros, dos quais pelo menos um é casado com outra pessoa, têm relações sexuais - mesmo que temporárias - cometem adultério.— Catecismo da Igreja Católica - 2380
O Catecismo moderno da Igreja Católica começa seu ensinamento sobre este mandamento com um resumo positivo da criação de homens e mulheres de Deus e seus propósitos para o sexo dentro do casamento. Esses propósitos incluem unir marido e mulher, demonstrando amor altruísta e até mesmo generoso entre eles, e produzindo filhos.

"Deus criou o homem à sua imagem ... macho e fêmea os criou. Abençoou-os e disse:" Frutifica e multiplica ... "(Gênesis 1: 27-28)— Catecismo da Igreja Católica - 2331
Segundo o Catecismo, aqueles que estão engajados devem abster-se de relações sexuais até depois da cerimônia de casamento. Este exercício de restrição, a fim de manter o mandamento contra o adultério, também é visto como uma prática importante para a fidelidade dentro do casamento:

Aqueles que estão comprometidos a casar são chamados a viver a castidade na continência. Eles deveriam ver neste tempo de testar uma descoberta de respeito mútuo, um aprendizado em fidelidade e a esperança de receber um ao outro de Deus. Devem reservar para o casamento as expressões de afeição que pertencem ao amor conjugal. Eles ajudarão uns aos outros a crescer em castidade.— Catecismo da Igreja Católica - 2350
A castidade para os católicos casados não é a abstenção das relações sexuais, mas o gozo da sexualidade dada por Deus somente no casamento.
A tradição da Igreja Católica compreendeu o mandamento contra o adultério como abrangendo toda a sexualidade humana e, assim, a pornografia é declarada uma violação deste mandamento. Várias outras atividades sexuais que podem ou não envolver pessoas casadas também são diretamente abordadas e proibidas no Catecismo.
O adultério é visto não apenas como um pecado entre um indivíduo e Deus, mas como uma injustiça que reverbera pela sociedade ao prejudicar sua unidade fundamental, a famíliaː

O adultério é uma injustiça. Aquele que comete adultério falha em seu compromisso. Ele machuca o sinal do pacto que o vínculo matrimonial é, transgride os direitos do outro cônjuge e mina a instituição do casamento, quebrando o contrato em que se baseia. Ele compromete o bem da geração humana e o bem-estar das crianças que precisam da união estável de seus pais.— Catecismo da Igreja Católica - 2335

## Visão protestante
João Calvino entendeu que o mandamento contra o adultério se estendia às relações sexuais fora do casamento: “Embora apenas um tipo de impureza seja mencionado, é suficientemente claro, do princípio estabelecido, que os crentes são geralmente exortados à castidade; pois, se a lei for uma regra perfeita da vida santa, seria mais do que absurdo conceder uma licença para fornicação (relações sexuais entre pessoas que não são casadas entre si), sendo excluído apenas o adultério”.
Matthew Henry entendeu o mandamento contra o adultério para proibir a imoralidade sexual em geral, e reconheceu a dificuldade que as pessoas experimentam: “Este mandamento proíbe todos os atos de impureza, com todos aqueles desejos carnais que produzem esses atos e guerreiam contra a alma”. Henry apóia sua interpretação com Mateus 5:28, onde Jesus adverte que quem olha para uma mulher com luxúria já cometeu adultério com ela em seu coração.
O casamento deve ser honrado por todos, e o leito conjugal mantido puro, pois Deus julgará o adúltero e todos os sexualmente imorais.— Hebreus 13:4
Sobre a passagem acima, Matthew Henry comenta: “Aqui se tem (1) Uma recomendação da ordenança de casamento de Deus, que é honrosa em todos; (2) Uma censura horrível, mas justa, de impureza e lascívia.”. John Wesley cria que essa escritura e o juízo seguro de Deus, embora os adúlteros “freqüentemente escapem da sentença dos homens” Martinho Lutero observou que havia muito mais pessoas em seu dia que eram solteiras por várias razões do que nos tempos bíblicos, aumentou tanto a tentação quanto as atividades sexuais que desagradam a Deus:
Mas porque entre nós há uma bagunça tão vergonhosa e os próprios resíduos de todo vício e perversidade, este mandamento é dirigido também contra todo tipo de falta de castidade, seja qual for a sua denominação; … Pois carne e sangue permanecem carne e sangue, e a inclinação natural e excitação têm seu curso sem deixar ou dificultar, como todos vêem e sentem. Para que, portanto, possa ser mais fácil, em algum grau, evitar a falta de castidade, Deus ordenou a propriedade do matrimônio, para que cada um tenha sua porção adequada e seja satisfeito com isso...— Martinho Lutero (Catecismo Maior de Lutero)
Lutero não condena nem nega a sexualidade humana, mas, como o apóstolo Paulo, aponta que Deus instituiu o relacionamento matrimonial para prover seu devido desfrute. Lutero comenta que cada cônjuge deve cultivar intencionalmente o outro, e que isso contribuirá para o amor e o desejo de castidade, o que facilitará a fidelidade.
Deixe-me agora dizer em conclusão que este mandamento exige também que todos amem e apreciem o cônjuge dado a ele por Deus. Pois onde a castidade conjugal deve ser mantida, o homem e a mulher devem, por todos os meios, viver juntos em amor e harmonia, para que possam nutrir o outro do coração e com toda a fidelidade. Pois esse é um dos principais pontos que acendem o amor e o desejo da castidade, de modo que, quando isso for encontrado, a castidade seguirá naturalmente sem qualquer ordem. Portanto, também São Paulo exorta tão diligentemente marido e mulher a amarem e honrarem uns aos outros.— Martinho Lutero (Catecismo Maior de Lutero
A chamada "Bíblia Malvada", impressa em 1631, omite a palavra "não", com a frase "Cometerás adultério". Os historiadores estão divididos quanto a se isso foi um erro tipográfico ou a tentativa de um concorrente de sabotar a impressão.